# Cantonul Saint-Rémy-sur-Durolle
Cantonul Saint-Rémy-sur-Durolle este un canton din arondismentul Thiers, departamentul Puy-de-Dôme, regiunea Auvergne, Franța.

## Comune
- Arconsat
- Celles-sur-Durolle
- Chabreloche
- La Monnerie-le-Montel
- Palladuc
- Saint-Rémy-sur-Durolle (reședință)
- Saint-Victor-Montvianeix
- Viscomtat